# Tereza Cristina
Tereza Cristina Corrêa da Costa Dias (Campo Grande, 6 de julio de 1954) es una empresaria, ingeniera agrónoma y política brasileña, miembro de Progresistas (PP), Ministra de Agricultura, Ganadería y Abastecimiento desde enero de 2019 hasta marzo de 2022.Fue diputada federal, representando al estado de Mato Grosso del Sur, como miembro de la bancada ruralista.actualmente es senadora representando a dicho estado.

## Biografía
Tereza Cristina Corrêa da Costa Dias nació en Campo Grande, Mato Grosso del Sur, y recibió una licenciatura en agronomía de la Universidad Federal de Viçosa. Ejerció de secretaria de Desarrollo Agrario, Producción, Industria, Comercio y Turismo de Mato Grosso del Sur durante la gobernación de André Puccinelli (PMDB).
En las elecciones estatales de Mato Grosso del Sur de 2014, fue elegida diputada federal con 75 149 votos. En enero de 2017, Tereza fue elegida líder del Partido Socialista Brasileño (PSB) en la Cámara de Diputados, derrotando al diputado Tadeu Alencar (PE) con 22 a 14 votos. Por lo tanto, ella se convirtió en la líder de un grupo de 36 diputados.
Abandonó PSB en octubre de 2017 después de que el partido se uniera a la oposición al presidente Michel Temer. Otros diputados la siguieron, como Fabio García (MT), Adilton Sachetti (MT) y Danilo Forte (CE), así como el ministro de Minas y Energía, Fernando Coelho Filho. En diciembre, se unió a Demócratas (DEM), partido del presidente de la Cámara Rodrigo Maia (RJ).
Recibió donaciones de un terrateniente acusado de ordenar el asesinato de un líder indígena en 2003 y de al menos otros 12 empresarios ligados a los agrotóxicos.
En 2018, Tereza Cristina encabezó un comité especial de la Cámara que aprobó el Proyecto de Ley 6299/02, destinado a hacer que las regulaciones sobre pesticidas sean más flexibles en el país. Por su defensa de dicho proyecto recibió entre sus colegas el apodo de «musa del veneno».
En noviembre de 2018, el presidente electo Jair Bolsonaro anunció que ella sería la ministra de Agricultura, Ganadería y Abastecimiento del nuevo Consejo de Gobierno.